# Nanna (cultivar de pommier)
Nanna est un cultivar de pommier domestique

## Origine
Ullensvang Research Center, Leikanger, Norvège.